# Azanus mirza
Azanus mirza är en fjärilsart som beskrevs av Carl Plötz 1880. Azanus mirza ingår i släktet Azanus och familjen juvelvingar. Inga underarter finns listade i Catalogue of Life.